# Andrea Masiello
Andrea Masiello (Viareggio, Provincia de Lucca, Italia, 5 de febrero de 1986) es un futbolista italiano. Juega de defensa y su equipo es el F. C. Südtirol de la Serie B.

## Selección nacional
Ha sido internacional con la selección de fútbol de Italia sub-20. Debutó el 1 de febrero de 2006, en un encuentro amistoso ante la selección de Austria que finalizó con marcador de 2-0 a favor de los italianos.

## Clubes
| Club           | País   | Año       |
| -------------- | ------ | --------- |
| A. S. Lucchese | Italia | 2002-2003 |
| Juventus F. C. | Italia | 2003-2005 |
| A. S. Avellino | Italia | 2005-2006 |
| A. C. Siena    | Italia | 2006-2007 |
| Genoa C. F. C. | Italia | 2007-2008 |
| A. S. Bari     | Italia | 2008-2011 |
| Atalanta B. C. | Italia | 2011-2020 |
| Genoa C. F. C. | Italia | 2020-2022 |
| F. C. Südtirol | Italia | 2022-     |

## Palmarés

### Campeonatos nacionales
| Título  | Club       | País   | Año     |
| ------- | ---------- | ------ | ------- |
| Serie B | A. S. Bari | Italia | 2008-09 |